# Jaarbeursstedenbeker 1963/64
De 6de editie van de Jaarbeursstedenbeker werd gewonnen door in een volledige Spaanse finale door Real Zaragoza in Camp Nou (Barcelona) tegen Valencia CF. Kopenhagen was de enige stad die nog een selectie van de beste clubs stuurde.

## Eerste ronde
| Team #1                  | Tot.  | Team #2                | 1ste wed | 2de wed | Play-off    |
| ------------------------ | ----- | ---------------------- | -------- | ------- | ----------- |
| Staevnet XI (Kopenhagen) | 4 - 9 | Arsenal FC             | 1 - 7    | 3 - 2   |             |
| Aris Bonnevoie           | 0 - 2 | Club Luik              | 0 - 2    | 0 - 0   |             |
| Glentoran FC             | 1 - 7 | Partick Thistle        | 1 - 4    | 0 - 3   |             |
| TJ Spartak ZJŠ Brno      | 7 - 1 | Servette FC            | 5 - 0    | 2 - 1   |             |
| Lausanne Sports          | 4 - 4 | Heart of Midlothian FC | 2 - 2    | 2 - 2   | 3 - 2(n.v.) |
| Iraklis Saloniki         | 1 - 9 | Real Zaragoza          | 0 - 3    | 1 - 6   |             |
| Juventus FC              | 3 - 3 | OFK Belgrado           | 2 - 1    | 1 - 2   | 1 - 0       |
| Atlético de Madrid       | 2 - 1 | FC Porto               | 2 - 1    | 0 - 0   |             |
| SK Rapid Wien            | 4 - 2 | RC Paris               | 1 - 0    | 3 - 2   |             |
| Shamrock Rovers FC       | 2 - 3 | Valencia CF            | 0 - 1    | 2 - 2   |             |
| SC Leipzig               | 2 - 3 | Újpest Dósza           | 0 - 0    | 2 - 3   |             |
| Steagul Rosu Brasov      | 2 - 5 | Lokomotiv Plovdiv      | 1 - 3    | 1 - 2   |             |
| Hertha BSC Berlin        | 1 - 5 | AS Roma                | 1 - 3    | 0 - 2   |             |
| Tresnjevka Zagreb        | 1 - 4 | Belenenses             | 0 - 2    | 1 - 2   |             |
| 1. FC Köln               | 4 - 2 | KAA Gent               | 3 - 1    | 1 - 1   |             |
| DOS Utrecht              | 2 - 8 | Sheffield Wednesday    | 1 - 4    | 1 - 4   |             |

## Tweede ronde
| Team #1         | Tot.  | Team #2             | 1ste wed | 2de wed |
| --------------- | ----- | ------------------- | -------- | ------- |
| Arsenal FC      | 2 - 4 | Club Luik           | 1 - 1    | 1 - 3   |
| Partick Thistle | 3 - 6 | TJ Spartak ZJŠ Brno | 3 - 2    | 0 - 4   |
| Lausanne Sports | 1 - 5 | Real Zaragoza       | 1 - 2    | 0 - 3   |
| Juventus FC     | 3 - 1 | Atlético de Madrid  | 1 - 0    | 2 - 1   |
| SK Rapid Wien   | 2 - 3 | Valencia CF         | 0 - 0    | 2 - 3   |
| Újpest Dósza    | 3 - 1 | Lokomotiv Plovdiv   | 0 - 0    | 3 - 1   |
| AS Roma         | 3 - 1 | Belenenses          | 2 - 1    | 1 - 0   |
| 1. FC Köln      | 5 - 3 | Sheffield Wednesday | 3 - 2    | 2 - 1   |

## Kwartfinale
| Team #1       | Tot.  | Team #2             | 1ste wed | 2de wed | Play-off |
| ------------- | ----- | ------------------- | -------- | ------- | -------- |
| Club Luik     | 2 - 2 | TJ Spartak ZJŠ Brno | 2 - 0    | 0 - 2   | 1 - 0    |
| Real Zaragoza | 3 - 2 | Juventus FC         | 3 - 2    | 0 - 0   |          |
| Valencia CF   | 6 - 5 | Újpest Dósza SC     | 5 - 2    | 1 - 3   |          |
| AS Roma       | 3 - 5 | 1. FC Köln          | 3 - 1    | 0 - 4   |          |

## Halve finale
| Team #1     | Tot.  | Team #2       | 1ste wed | 2de wed | Play-off |
| ----------- | ----- | ------------- | -------- | ------- | -------- |
| Club Luik   | 2 - 2 | Real Zaragoza | 1 - 0    | 1 - 2   | 0 - 2    |
| Valencia CF | 4 - 3 | 1. FC Köln    | 4 - 1    | 0 - 2   |          |

## Finale
| Team #1       | Res.  | Team #2     |
| ------------- | ----- | ----------- |
| Real Zaragoza | 2 - 1 | Valencia CF |

Overige Europese Bekertoernooien: UEFA Champions League · UEFA Europa Conference League · UEFA Super Cup · Europacup I (Beker der Landskampioenen) · Europacup II (Beker der Bekerwinnaars) · UEFA Intertoto Cup